# 卡姆揚卡 (伊久姆區)

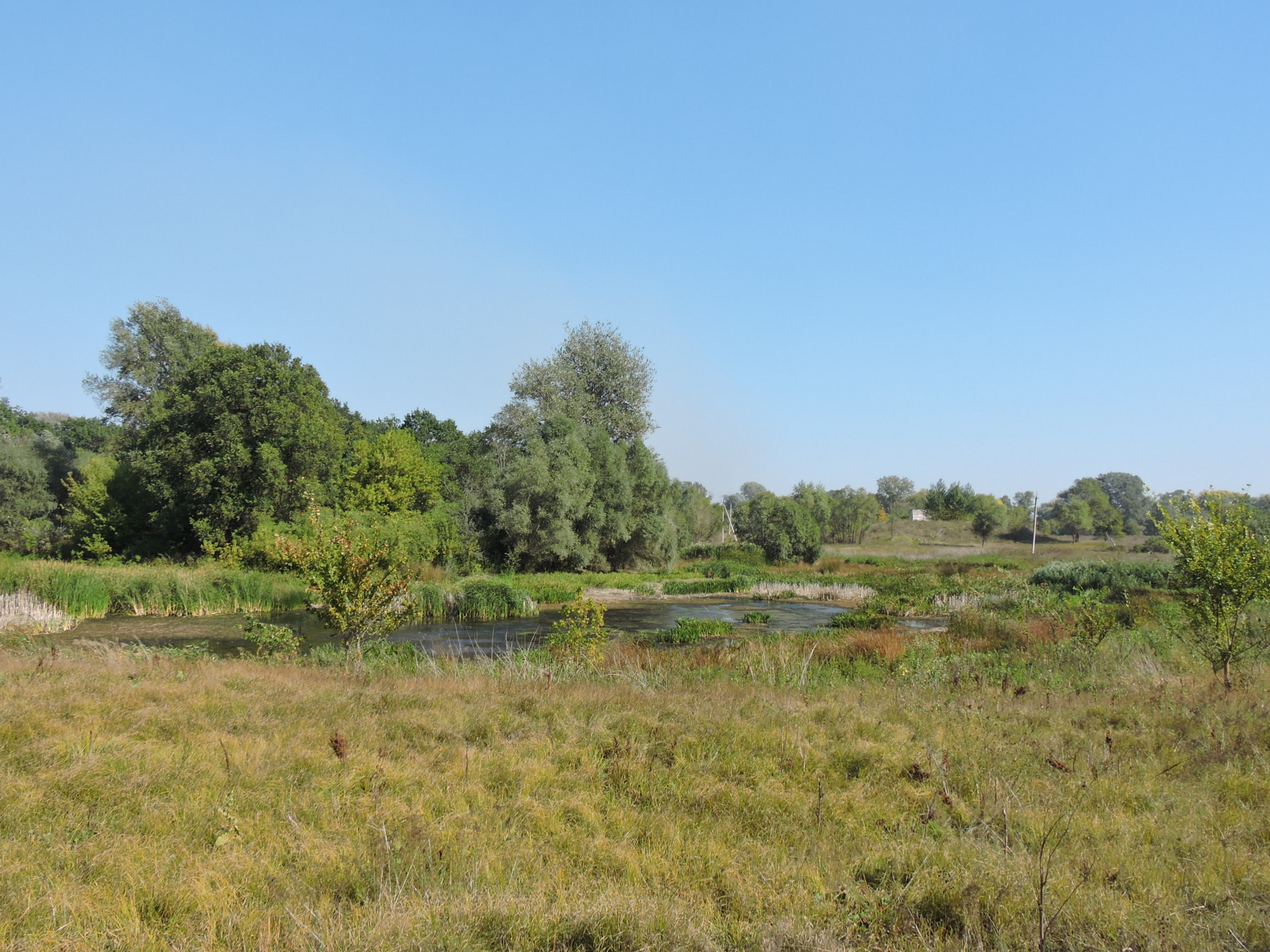
卡姆揚卡

卡姆揚卡（烏克蘭語：Кам'янка），又按俄语名譯为卡緬卡（俄语：Каменка），是烏克蘭東部哈爾科夫州伊久姆區伊久姆市镇的村落。面積2.5平方公里，海拔高度72米，2001年人口1,226，人口密度每平方公里489.8人。